# Begraafplaats van Wihéries
De Begraafplaats van Wihéries is een gemeentelijke begraafplaats in het Belgische dorp Wihéries, een deelgemeente van Dour (provincie Henegouwen). De begraafplaats ligt aan de Route de Quiévrain op ruim 600 m ten westen van het dorpscentrum (Église Notre-Dame). Ze heeft een langwerpige vorm en is volledig ommuurd. Aan de westelijke kant is een uitbreiding aangelegd. Een tweedelig traliehek sluit de begraafplaats af. 

## Britse oorlogsgraven
Op de begraafplaats ligt vooraan rechts van het centrale pad een perk met 7 Britse gesneuvelden uit de Eerste Wereldoorlog, daarbij zijn twee niet geïdentificeerde. Verderop ligt nog een perk met 4 slachtoffers en links van het centrale pad ligt nog een enkel graf. De graven dateren van augustus 1914 en van november 1918 en de meeste werden na de wapenstilstand naar hier overgebracht. De graven worden onderhouden door de Commonwealth War Graves Commission en staan er geregistreerd onder Wiheries Communal Cemetery.